# Thouinia reticulata
Thouinia reticulata är en kinesträdsväxtart som beskrevs av Brother Alain. Thouinia reticulata ingår i släktet Thouinia och familjen kinesträdsväxter. Inga underarter finns listade i Catalogue of Life.